# Толгахан Сайъшман
Толгахан Сайъшман (на турски: Tolgahan Sayışman) е известен турски актьор и модел. Носител на наградата „Най-добър модел на Турция“ през 2002 г. и „Manhunt International“ 2005 г.

## Кариера
Толгахан Сайъшман е роден на 17 декември 1981 г. в Истанбул. Малко се знае за семейството на Толгахан: баща му е роден в Солун, а майка му е от Трабзон. Толгахан има по-малка сестра Нил. В детството си Толга обръща голямо внимание на обучението, но и работи, за да печели собствените си джобни пари. Завършва гимназия „Kadıköy İntaş High School“ и получава висше образование във Факултета по бизнес администрация в Доус Юнивърсити /Doğuş Üniversitesi/ в Истанбул.
По време на следването изпраща свои снимки до престижна кастинг агенция, от която няколко дни по-късно му отправят предложение да се снима в рекламен клип. А наградите Best Model Of Turkey 2002 г. и Manhunt of Turkey 2004 г. го стимулират да се фокусира върху кариерата си на модел, която само за няколко години се развива много успешно. Работил е в повече от 20 страни по света, както и в Париж и Милано. Паралелно с дефилетата по модните подиуми Толгахан изучава актьорско майсторство и драма при Айла Алган.
Всичко се променя, когато през 2005 г. спечелва първа награда на международния конкурс за топ модели „Manhunt International“ в Южна Корея.
След като придобива слава извън родината, учудващо и за самия него най-големите продуцентски компании в Турция сами започват да го търсят. Не закъснява и първото му участие в телевизионна продукция.
За Толгахан Сайъшман, влязъл в киното от модния подиум, но чиято детска мечта е била да стане актьор, следват запомнящи се роли и многобройни награди и номинации за актьорско майсторство: International Altin Cinar Basari Odülü, Kristal fare, Най-младият актьор на Kultur University, magazinci.com – Най-добър телевизионен актьор, Aka college – Най-добър млад талантлив актьор, Zirve University 2013, Oyuncular Sitesi 2013 Най-добрият актьор, който има Group of Fan.
През 2017 г. завършва магистратура „Кино и телевизия“ и планира да се реализира и като продуцент. Първото си управленско решение налага в „Сега и завинаги“. Убеждава авторите на сериала да променят работното му име, защото е фен на едноименната песен на Таркан (Asla Vazgeçmem).
Актьорството го грабва през 2004 г. Тогава за първи път го канят от ATV за участие в сериала „Avrupa Yakasi“. През 2006 година актьорът получава важна за него роля от Kanal D – да се снима в сериала „Пленена душа“ (Esir Kalpler).
В Турция Толгахан Сайъшман става много известен с участието си сериала Elveda Rumeli/Сбогом, Румелия (2007 – 2009), в който изпълнява ролята на младия лекар Мустафа.
Ролята на Чънар в LaleDevri/Сезони на любовта (2010 – 2014) доказва неговите способности и го превръща в един от най-търсените и снимани млади турски актьори.
Сериалът „Сезони на любовта“ е продаден в близо 44 страни по света и предизвиква завиден интерес.
У нас името на Толгахан Сайъшман нашумя с хитовия сериал Сега и завинаги/Asla Vazgeçmem (2015 – 2016). Закупен от много държави, сериалът се радва на огромна аудитория, а героят му Ийт Козан печели сърцата на милиони зрители.
Партньорка на Толгахан Сайъшман е Амине Гюлше, Miss Turkey 2014 – красавица, която прави първите си крачки в турската кино индустрия, от 2019 г. е съпруга на известния немски футболист с турски произход – Месут Йозил.
През 2008 година, Толгахан изиграва главна роля във филма : Ask Tutulmasi/Мач за двама", където си партнира с Фахрие Евджен.
През 2009 година се снима във филма Ask demez/Игра на чувства, заедно с Бергюзар Корел.
Следват главни роли във филмите:
Sürgün (Sedat) (2013)
Mazlum Kuzey (Kendisi) (2014)
Bizans Oyunları: Geym of Bizan... (Prens Adonis) (2015)
Българската аудитория познава Сайъшман и от филма: Eski Sevgili/Бившата ми любов (2017) в образа на Баръш с партньорка Баде Ишчил.

## Личен живот
Той е зодия Стрелец. Толгахан обича бързите коли и спорта. Футболът е неговата страст. Запален фен на турския гранд "Фенербахче„. Ето защо актьорът често може да бъде видян на техния известен стадион “Шюкрю Сарачоглу„ да подкрепя своите любимци.
В личен план Сайъшман държи на честността в отношенията. Знае, че има славата на Дон Жуан, но е категоричен, че когато се влюби, за него не съществува никоя друга, освен жената, която обича.
“Не крия, че красотата е много важна за мен, но не е достатъчна, за да се обвържа с някого. Една жена трябва да ме убеди, че заемам много специално място в нейния живот. Харесвам вниманието – да ме търсят често по телефона, да ми изпращат съобщения. Ако забрави да ми се обади, значи тя няма място в моя живот. От дете изпитвам силно чувство за собственост към моите близки, приятели", коментира Толгахан.
Толгахан е имал връзки с Мерве Болуур, Селен Сойдер и Серенай Саръкая.
На 13 февруари 2017 г. на тайна церемония в Лос Анджелис сключва брак с албанския модел Алмеда Абази – Мис Албания 2008. На 5 май 2019 г. Толгахан Сайъшман прегърна първата си рожба – сина си Ефехан.
Две години по-късно, на 8 юни 2021 г. се появи на бял свят и тяхната дъщеричка – Алина.

## Филмография
- Сърцата на затворниците/Esir Kalpler, в ролята на Левент Ертекин (2006)
- Мачо/Maçolar, в ролята на Тунджай (2006)
- Тигър/Dicle, в ролята на Ферхат (2007)
- Сбогом, Румелия/Elveda Rumeli, в ролята на Намък и Мустафа (2007 – 2009)
- Всички първи/Hepsi1, в ролята на Али Кош (2007)
- Любовна афера/Aşk Tutulması, в ролята на Уур (2008)
- Любовта идва/Aşk Geliyorum Demez, в ролята на Али (2009)
- Сезони на любовта/Lale Devri, в ролята на Чънар Ългаз (2010 – 2014)
- Стрелям/Sürgün, в ролята на Седат (2014)
- Сега и завинаги/Asla Vazgeçmem, в ролята на Ийт Козан (2015 – 2016)
- Византийски игри/Bizans Oyunları, в ролята на Пренс Адонис (2016)
- Бившата ми Любов/Eski Sevgili, в ролята на Баръш (2017)
- Черната перла/Siyah İnci, в ролята на Кенан Челеби (2017 – 2018)
- Една надежда стига/Bir Umut Yeter, в ролята на Йълмаз Карабей (2018)
- Шампион/Şampiyon, в ролята на Фърат Бюлюкбаши – Кафкас (2019 – 2020)